# Time Travelers (téléfilm, 1976)
Pour les articles homonymes, voir Time Travelers.
Pour plus de détails, voir Fiche technique et Distribution.
Time Travelers est un téléfilm américain réalisé par Alexander Singer et diffusé le 19 mars 1976  à la télévision sur ABC.

## Synopsis
Une épidémie de peste rare infecte la population des États-Unis et commence à se propager dans le monde. Deux scientifiques sont engagés pour remonter le temps afin de trouver le remède conçu par un médecin de Chicago au début du 19e siècle.

## Fiche technique
- Titre original : Time Travelers
- Titre français : Les Voyageurs du Temps
- Réalisation : Alexander Singer
- Scénario : Jackson Gillis d'après une histoire de Rod Serling
- Direction artistique : Eugène Lourié
- Montage : Bill Brame
- Directeur de la photographie : Fred Jackman Jr.
- Distribution : Marvin Paige
- Musique : Morton Stevens
- Création des costumes : Paul Zastupnevich
- Producteur : Irwin Allen
- Pays d'origine : États-Unis
- Format : Couleurs - 35 mm - Son mono - 1.33 Plein écran
- Genre : fantastique
- Durée : 78 minutes
- Dates de sortie :

 États-Unis : 19 mars 1976 (télévision)

## Distribution
- Sam Groom : Docteur Clint Earnshaw
- Tom Hallick : Jeff Adams
- Francine York : Docteur Helen Sanders
- Booth Colman : Docteur Amos Cummings
- Richard Basehart : Docteur Joshua Henderson / Docteur Joshua P. Henderson (1871)
- Trish Stewart : Jane Henderson
- Walter Brooke : Docteur Stafford
- Patrick Culliton : Jim Younger
- Dort Clark : Sharkey
- Jon Cedar : Pegleg
- Ed Ness : Joe
- Kathleen Bracken : Katherine
- Victoria Paige Meyerink : Betty
- Baynes Barron : Chef des pompiers Williams (1871)

## DVD
- États-Unis :

- Le téléfilm est disponible en bonus dans le coffret The Time Tunnel: Volume Two paru en Zone 1 chez Twentieth Century Fox Home Entertainment avec la version française en 1.0 mono stéréo. Le ratio écran est celui d'origine en 1.33:1 plein écran 4:3. La durée est de 72 minutes.